# St. Antonius (Kollbrunn)

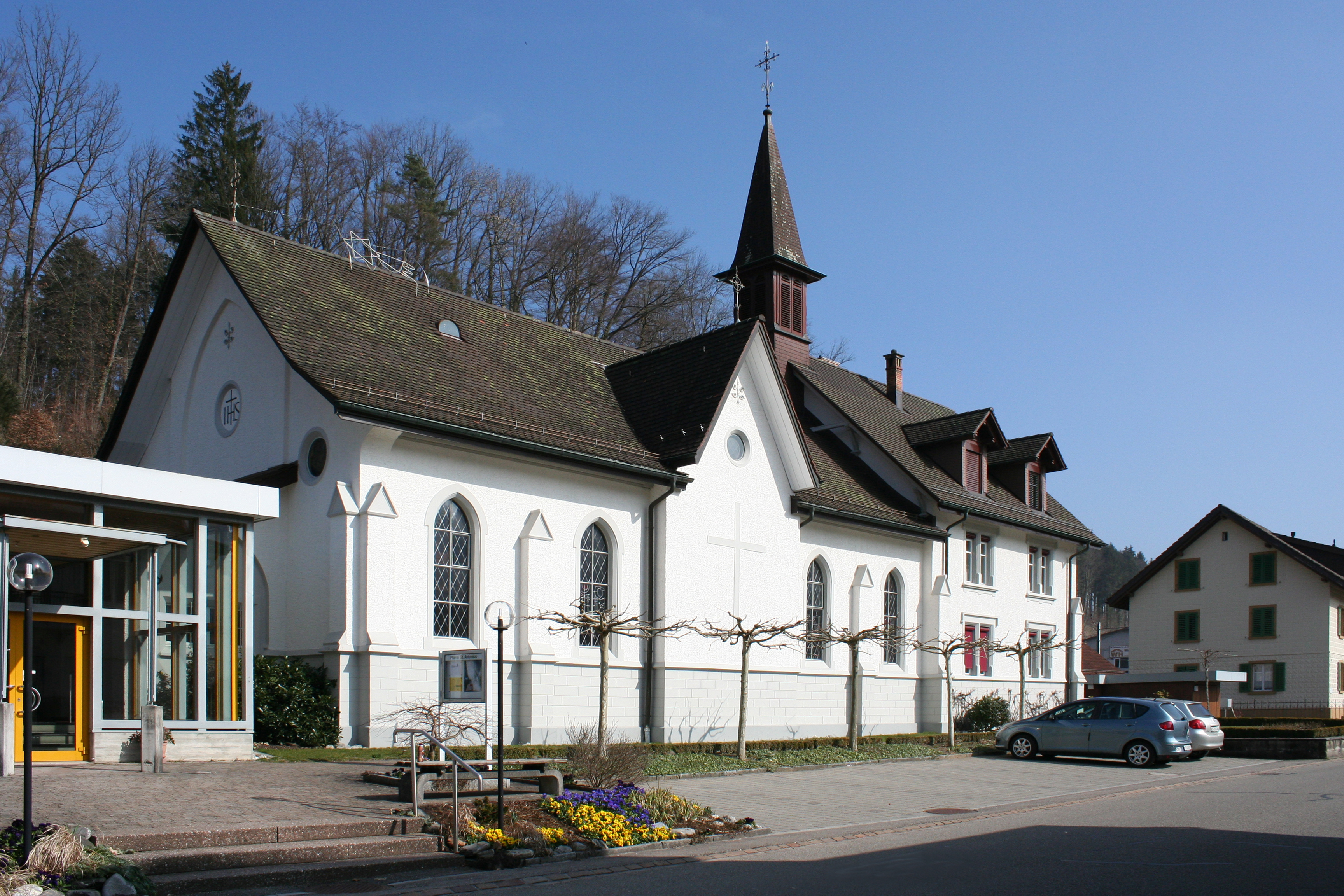
Kirche St. Antonius Kollbrunn

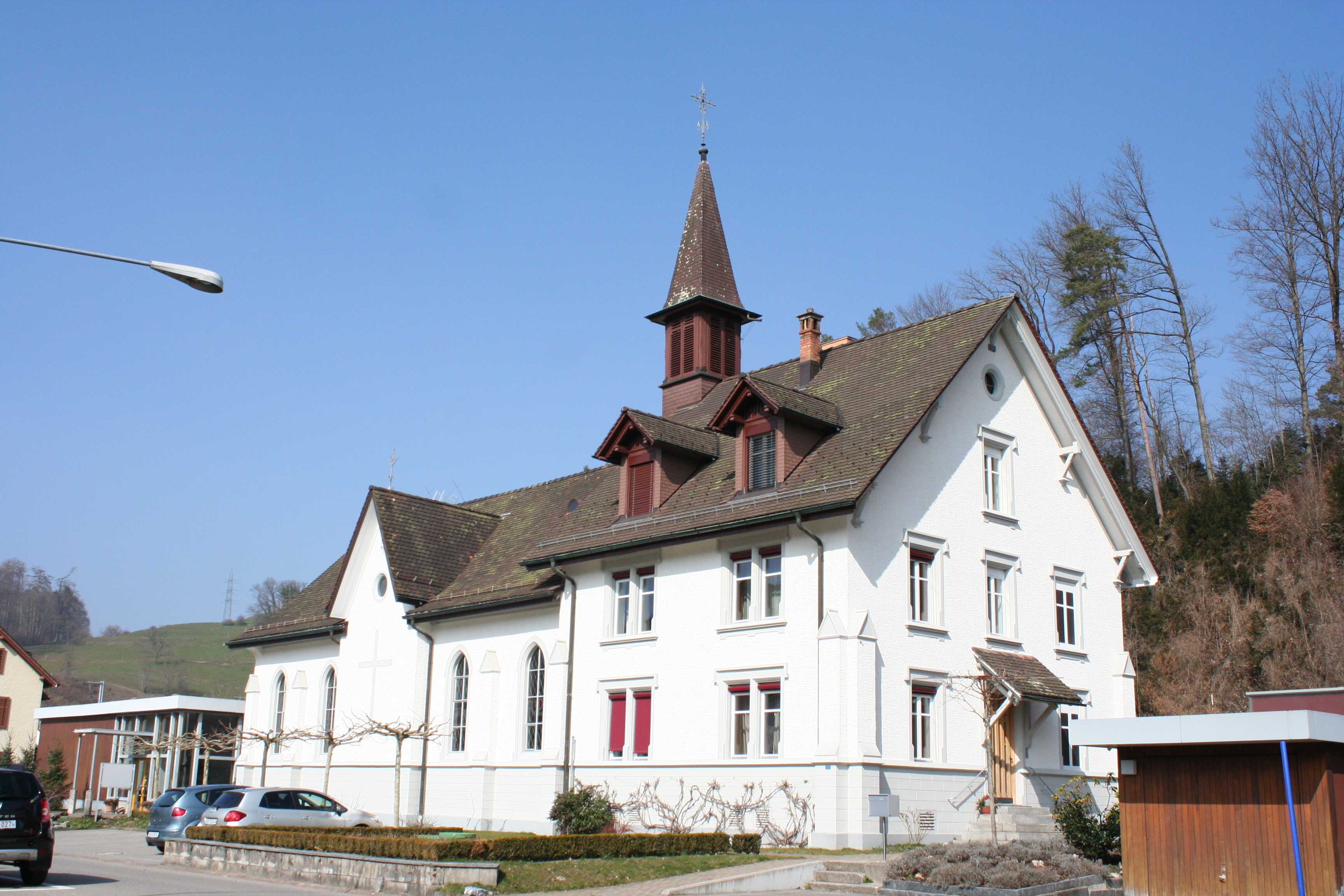
Ansicht von Südosten

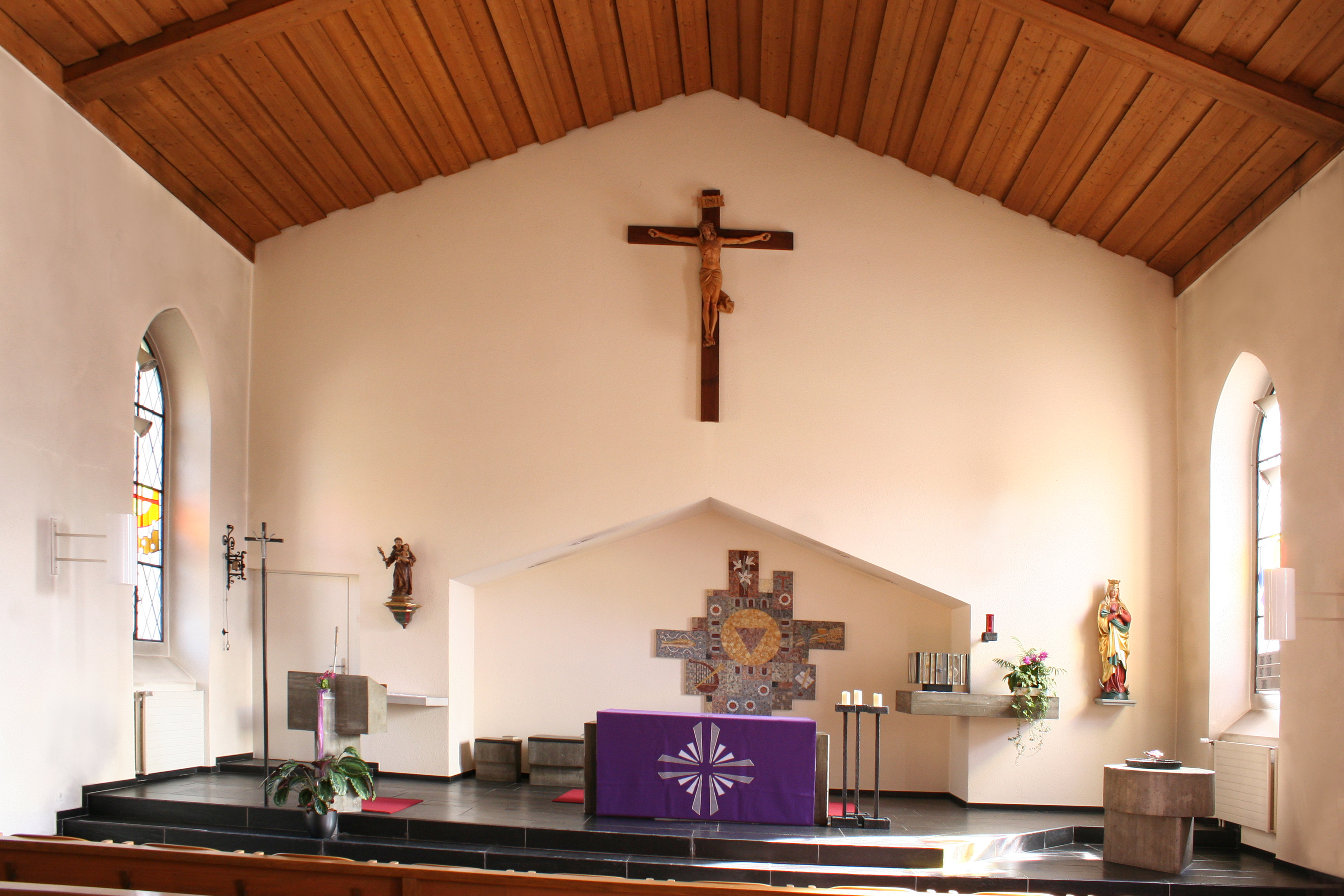
Innenansicht

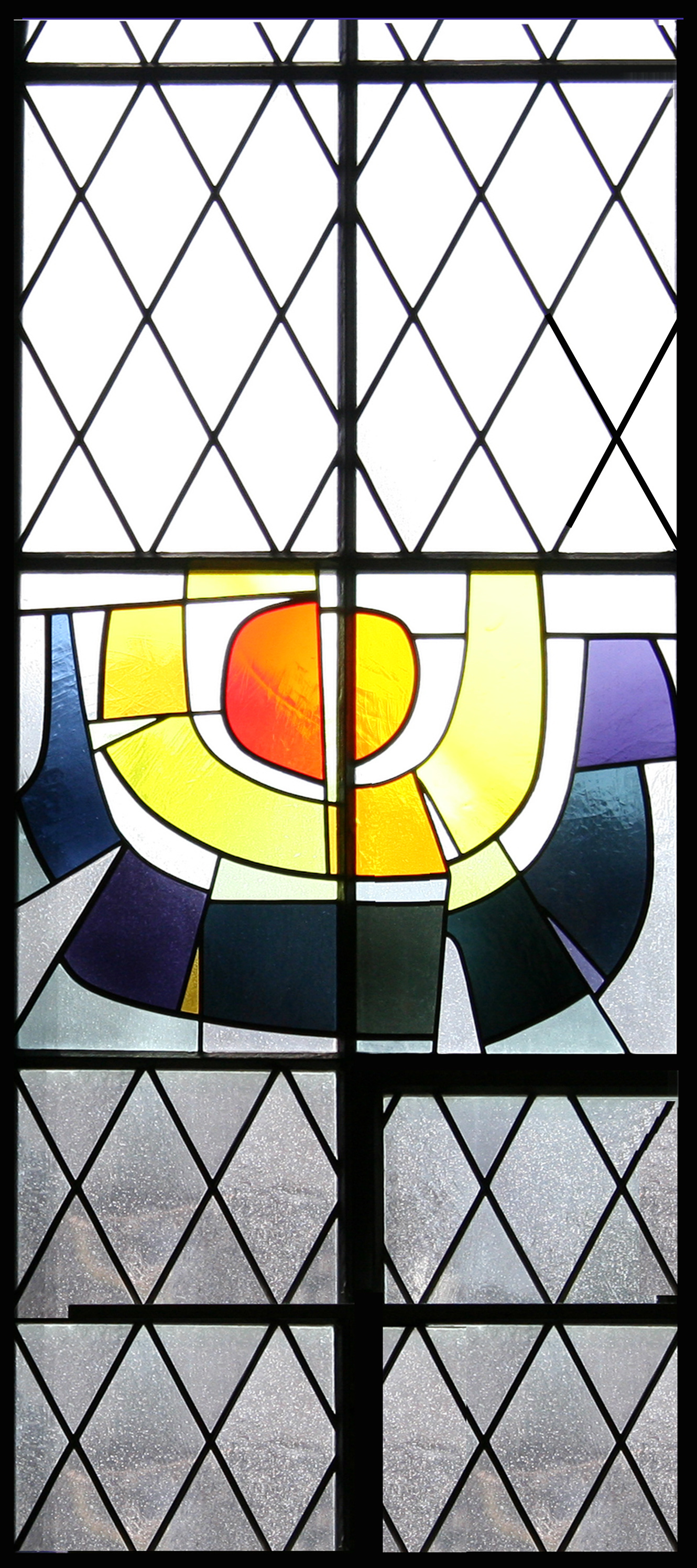
Glasfenster von Heinrich Stäubli

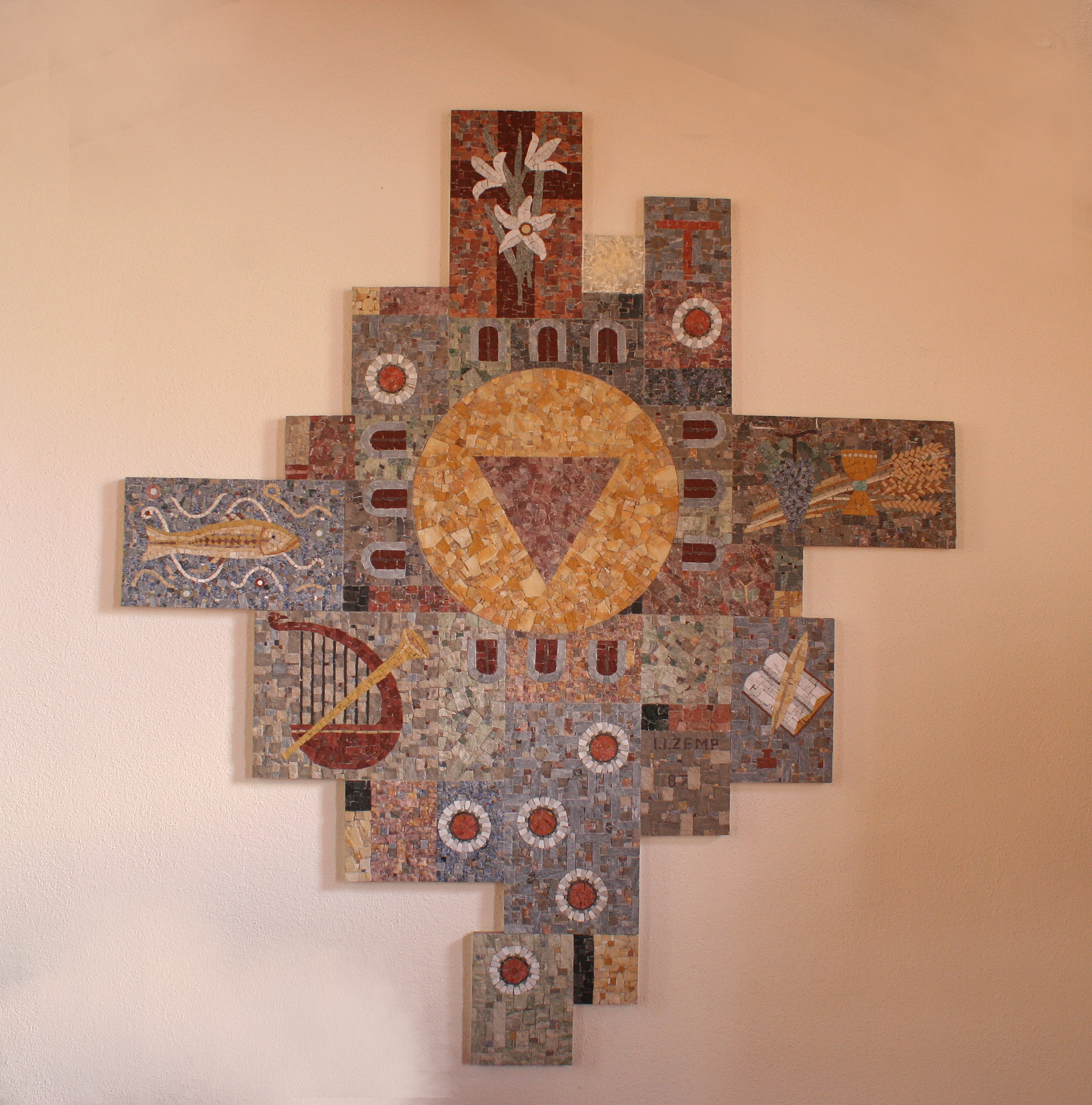
Mosaik von Johann Jakob Zemp

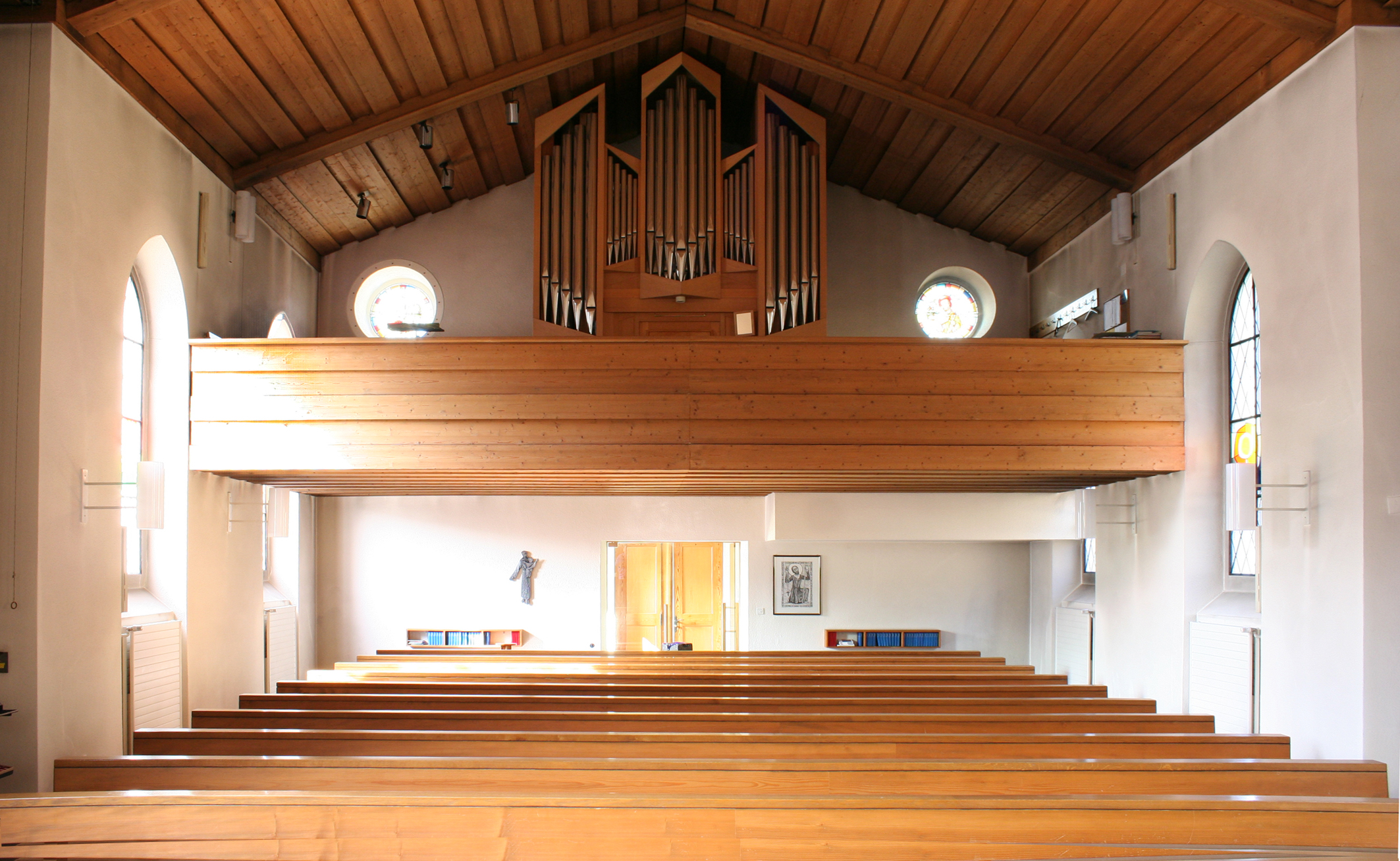
Blick zur Orgelempore

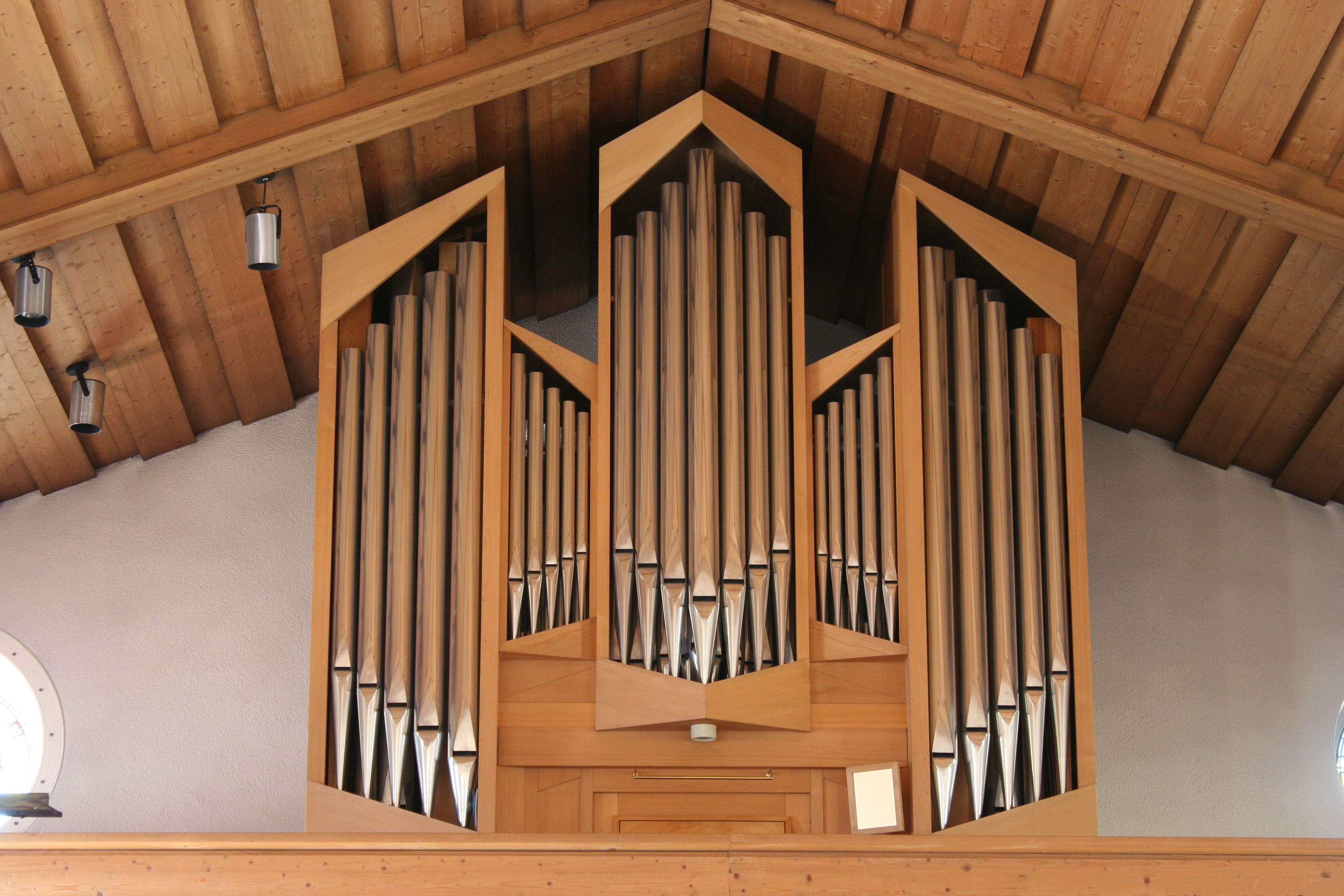
Späth-Orgel von 1987

Die Kirche St. Antonius ist die römisch-katholische Pfarrkirche der Gemeinde Zell im Zürcher Bezirk Winterthur. Die Kirche liegt im Ortsteil Kollbrunn. Die dazu gehörige Kirchgemeinde Zell ist zuständig für die Orte Zell, Weisslingen, Kyburg und Schlatt. Die Kirche St. Antonius ist ein architektonisches Zeugnis eines Ende des 19. Jahrhunderts im Kanton Zürich verbreiteten Bautypus für römisch-katholische Kirchen: eine einschiffige Kirche mit an den Chor angebautem Pfarrhaus. Dieser Bautypus ist heute nur noch ein zweites Mal im Kanton Zürich zu finden, nämlich bei der Kirche St. Pirminius  in Pfungen.

## Geschichte

### Vorgeschichte
Im Mittelalter war Kollbrunn nach Zell kirchgenössig, welches „Cella an der Toissa“ hiess und eine frühmittelalterliche Kirche des 6.–8. Jahrhunderts besass. Im Zuge der Reformation im Jahr 1524 wurde im Gebiet des heutigen Kantons Zürich der katholische Gottesdienst verboten und die Kirchen für reformierte Gottesdienste verwendet. Erst das Toleranzedikt von 1807 erlaubte im Kanton Zürich erstmals wieder einen katholischen Gottesdienst, allerdings nur in der Stadt Zürich. Im Jahr 1813 appellierten 50 in der Stadt Winterthur wohnhafte Katholiken an die Toleranz der Stadtväter. Jedoch erst im Jahr 1862, als das Kloster Rheinau aufgehoben und die weitere Verwendung dessen Vermögens durch den Kanton Zürich gesetzlich geregelt wurde, durfte in Winterthur der erste katholische Gottesdienst seit der Reformation stattfinden. Das sog. Erste zürcherische Kirchengesetz aus dem Jahr 1863 anerkannte neben Zürich auch die katholischen Kirchgemeinden in Winterthur, Rheinau und Dietikon (die letzten beiden waren traditionell katholische Orte), sodass in Winterthur eine katholische Gemeinde aufgebaut werden durfte. Im Jahr 1868 wurde die neu erbaute Kirche St. Peter und Paul im Beisein von Vertretern der kantonalen Regierung samt Staatsschreiber und Dichter Gottfried Keller sowie des Stadtrats von Winterthur eröffnet. Die Gründung weiterer Pfarreien im Kanton wurde jedoch staatlich nicht anerkannt, weshalb diese auf privat- und vereinsrechtlicher Basis aufgebaut werden mussten, darunter auch die Pfarrei St. Antonius Kollbrunn.

### Entstehungs- und Baugeschichte
Im Rahmen der Industrialisierung des 19. Jahrhunderts kamen erstmals seit der Reformation wieder katholische Familien in das Tösstal. Die Katholiken von Kollbrunn und Umgebung mussten für den Besuch eines katholischen Gottesdienstes weite Wege auf sich nehmen, so bestand die Möglichkeit in der 1868 erbauten Kirche St. Peter und Paul Winterthur oder an den in verschiedenen Lokalen rund um Bauma stattfindenden Gottesdienste im oberen Tösstal teilzunehmen, was Laufzeiten von einer bzw. drei Stunden bedeutete. Der neu gegründete Katholikenvereins Kollbrunn setzte sich deshalb dafür ein, dass auch in Kollbrunn katholische Gottesdienste stattfanden. Im Jahr 1896 wurde im oberen Saal des Restaurants Zum Felsen ein Gottesdienstlokal eröffnet und ab 1888 wurde von der Pfarrei St. Peter und Paul Winterthur aus in Kollbrunn den Kindern Religionsunterricht erteilt. Im Jahr 1897 wurde mit dem Bau der Kirche St. Antonius begonnen, welche mit Hilfe der Inländischen Mission erbaut wurde. Im Mai 1898 fand der erste Gottesdienst im Rohbau der Kirche statt. In den folgenden Jahren wurde die Ausstattung der Kirche ergänzt. So erhielt die Kirche St. Antonius im Sommer 1898 die Kreuzwegstationen, die von Benziger, Einsiedeln, geschaffen wurden. Im darauffolgenden Jahr wurden die Kirchenbänke eingebaut und im Jahr 1900 erhielt die Kirche den Hochaltar, welcher von Müller aus Wil geschaffen wurde. Im Jahr 1910 wurde St. Antonius zu einer eigenständigen Pfarrei erhoben und von St. Peter und Paul Winterthur abgetrennt. Als im Jahr 1918 während des Ersten Weltkrieges die Sonntagszüge eingestellt wurden, begann der Pfarrer von Kollbrunn, in Turbenthal im Schulhaus Hutzikon Gottesdienste abzuhalten. Im Jahr 1934 konnte in Turbenthal eine eigene Kirche eingeweiht werden. Die daraus entstandene Pfarrei Herz Jesu Turbenthal ist somit eine Tochterpfarrei von St. Antonius Kollbrunn. 1964 wurde die Kirche aussen und in den Jahren 1968–1970 wurde im Innern renoviert und an die Vorgaben der Liturgiekonstitution des Zweiten Vatikanums angepasst. Hierbei entstanden auch die sechs Glasfenster von Heinrich Stäubli, Engelburg. Das Naturstein-Mosaik des Künstlers Johann J. Zemp wurde im Jahr 1987 im Chor der Kirche angebracht. Im Jahr 2006 erfolgten ein Aussenanstrich der Kirche und des Pfarrhauses sowie die Renovation des Pfarrhauses sowie der Bau eines hellen Pavillons mit Sekretariat und Sitzungsraum. 2009 wurde die Kirche erneuert und im Innern saniert.
Die Pfarrei St. Antonius von Padua ist mit ihren 1'914 Mitgliedern (Stand 2021) eine der kleinen katholischen Kirchgemeinden des Kantons Zürich.

## Baubeschreibung

### Kirchturm und Äusseres
Im Juli 1898 erhielt die Kirche ihre Glocken. Es handelt sich um ein dreistimmiges Geläut.
| Nummer | Gewicht | Gussjahr | Widmung      | Inschrift                                                                                 |
| ------ | ------- | -------- | ------------ | ----------------------------------------------------------------------------------------- |
| 1      | 5046 kg | 1868     | St. Antonius | St. Antonius v. Padua, grosser Wundertäter, hilf uns in geistlichen und leiblichen Nöten. |
| 2      | 1524 kg |          | Schutzengel  | Ave Maria                                                                                 |
| 3      | 1450 kg | 1898     | St. Josef    | St. Joseph, Schutzpatron der Kirche, schütze uns in aller Not.                            |

### Innenraum und künstlerische Ausstattung
Bis ins Jahr 1968 behielt die Kirche St. Antonius ihre ursprüngliche Gestalt. Im Rahmen einer Innensanierung wurden der Hochaltar sowie die weitere Ausstattung entfernt und durch einen Volksaltar ersetzt. Auf diese Weise passte man die Kirche an die Liturgiekonstitution des Zweiten Vatikanischen Konzils an. Aus dem in jenen Jahren modernen Material Beton wurden die Säule für das Weihwasserbecken, der Altar, Ambo, Taufstein und der Tisch für den Tabernakel aus Bronze gefertigt. Die modernen Glasfenster stammen von Heinrich Stäubli, Engelburg. Sie zeigen die Erschaffung der Welt nach dem Buch Genesis Kap. 1, 1–31. Da Kollbrunn als ausgesprochenes Arbeiterdorf galt, versuchte der Künstler Heinrich Stäubli durch die Darstellung der Erschaffung der Welt durch Gott die Arbeit zu adeln. Jedes Fenster zeigt einen Tag in der Schöpfungsgeschichte: Gott schied das Licht von der Finsternis, Das Gewölbe entstand und Gott schied Wasser und Erde, Gott liess junges Grün wachsen, Gott schied die Lichter am Himmel, die Sonne für den Tag, den Mond für die Nacht, Gott erschuf die Tiere in allen vier Elementen und Gott schuf den Menschen als sein Ebenbild. Die Ebenbildlichkeit von Gott und Mensch wurde von Heinrich Stäubli im sechsten Fenster durch das Kreuz symbolisiert. Im Jahr 1987 wurde die Innenausstattung durch ein Wandmosaik von Johann J. Zemp ergänzt, welches hinter dem Altar an der Frontwand der Kirche angebracht wurde. Im Jahr 2009 erfolgte eine Renovation des Kircheninnern. 

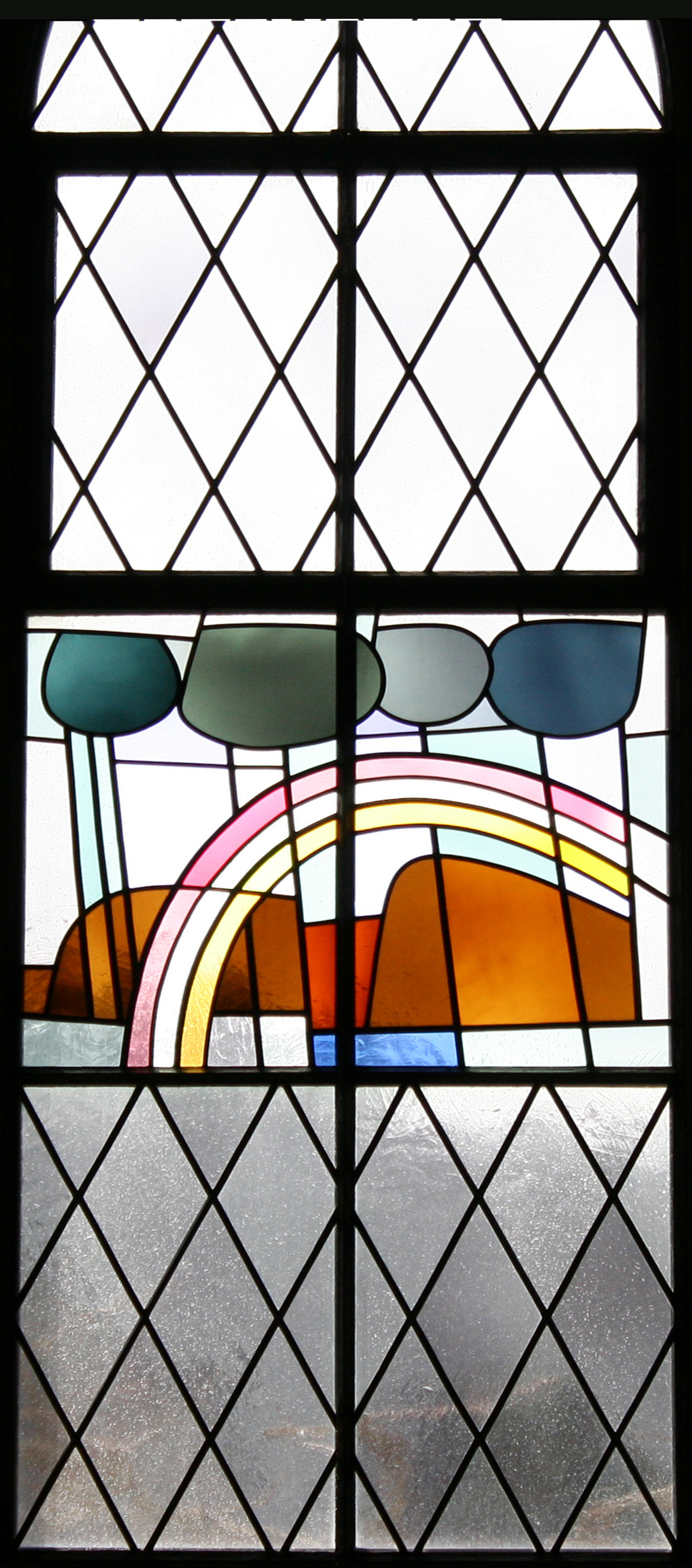
Himmelsgewölbe, Wasser und Erde
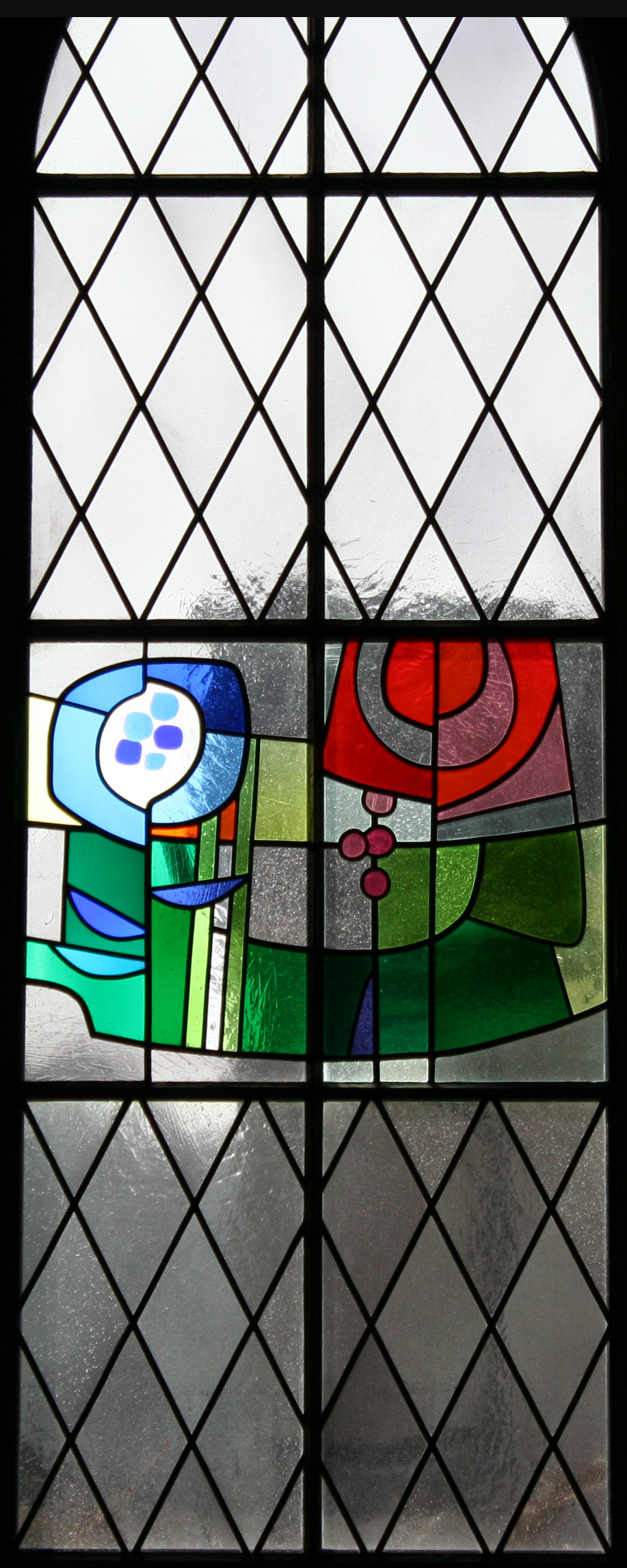
Gott liess junges Grün wachsen
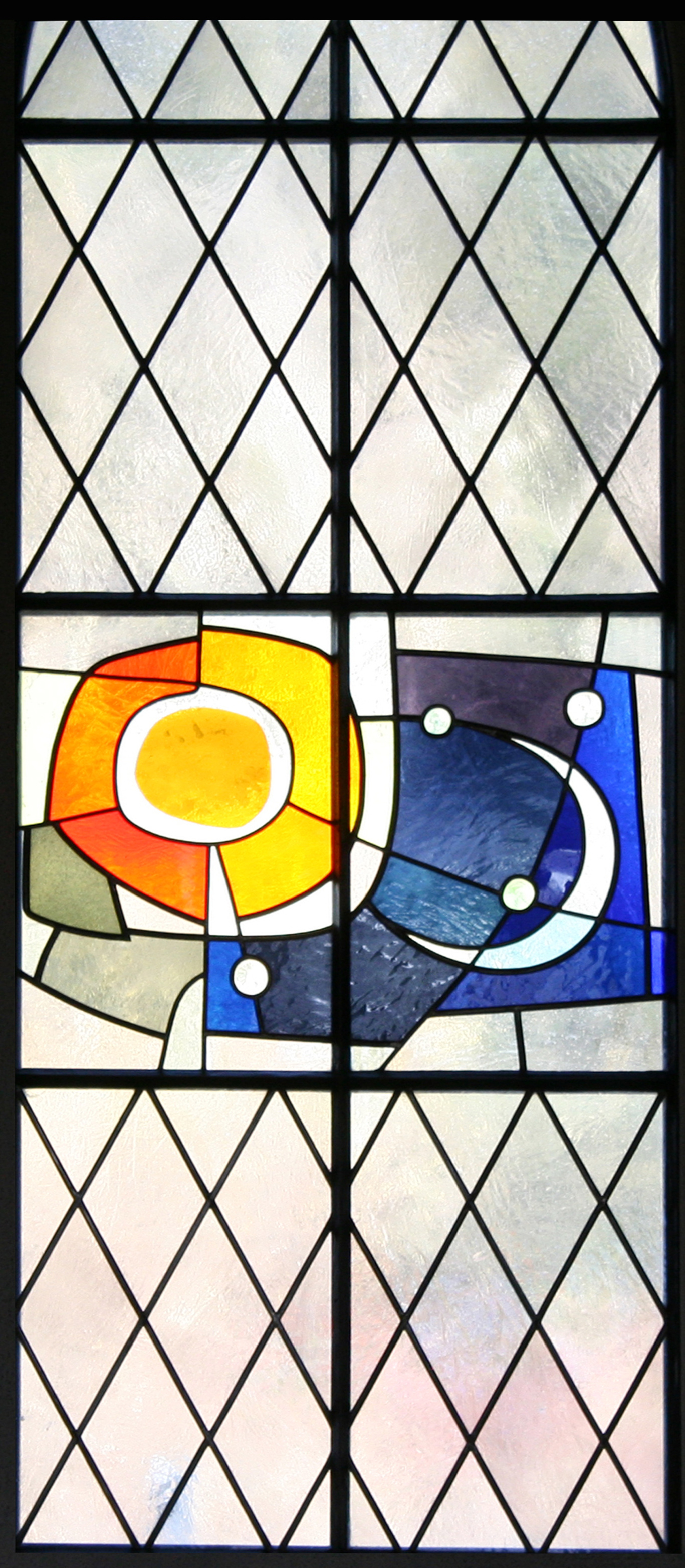
Gott schuf die Lichter am Himmel
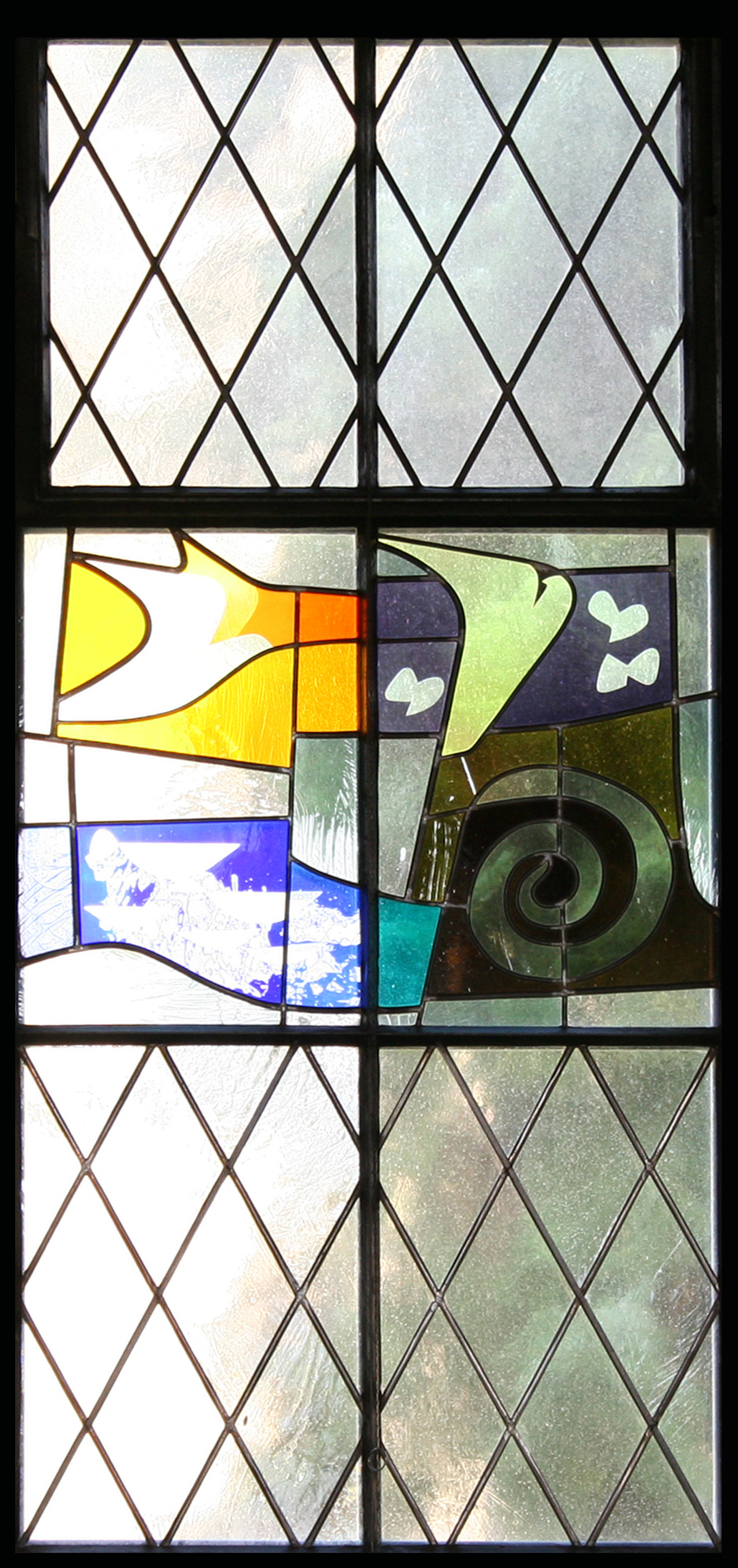
Gott schuf die Tiere in Vielfalt
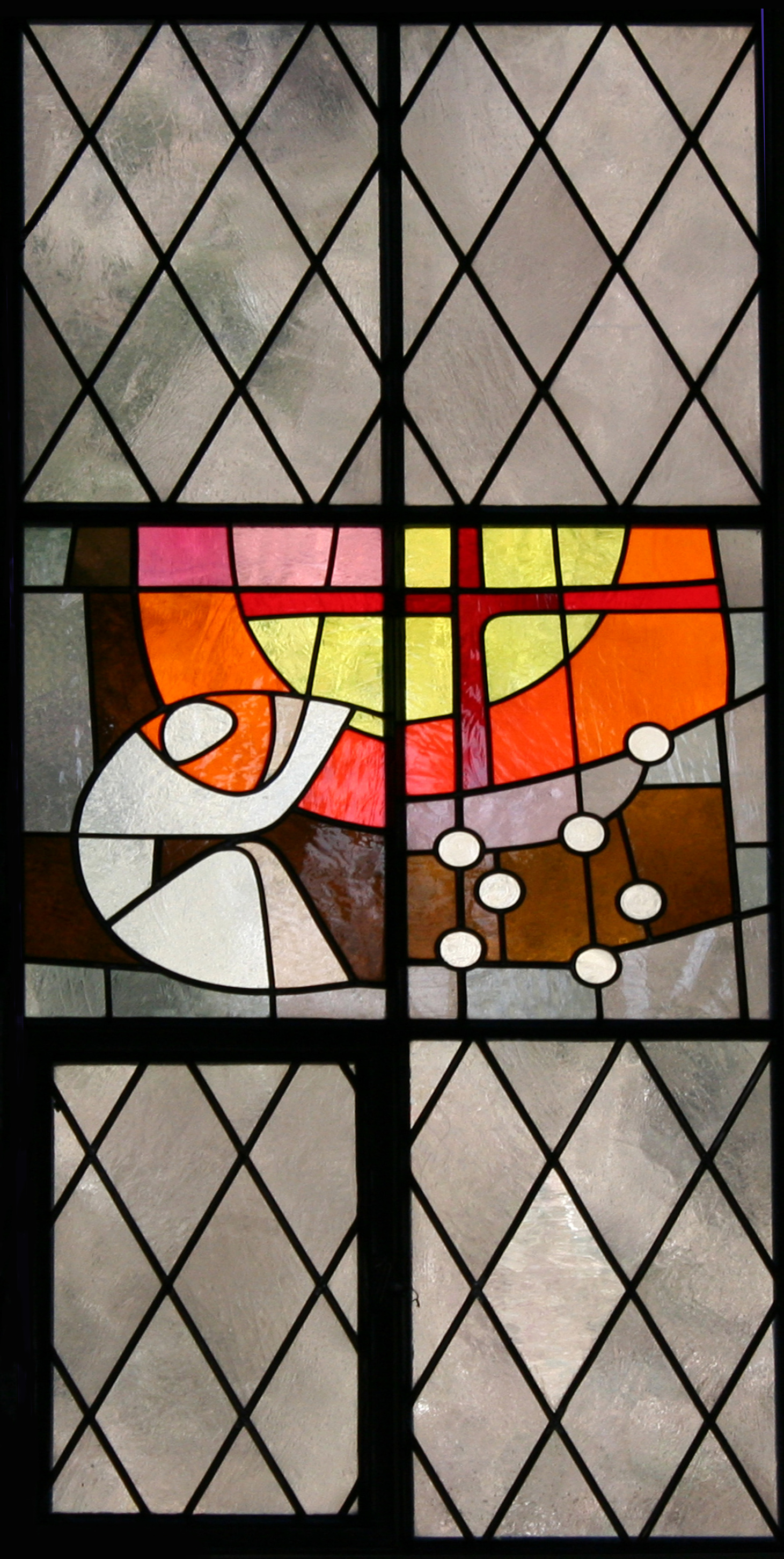
Gott schuf den Menschen als sein Ebenbild

### Orgel
Im Jahr 1900 hatte die Kirche eine erste Orgel erhalten, welche gebraucht gekauft wurde. Ein zweites Instrument tat bis ins Jahr 1987 Dienst, bevor es durch die heutige Orgel ersetzt wurde. Die heutige Orgel wurde von der Firma Späth Orgelbau aus Rapperswil gebaut. Die Expertise für das Instrument stammt von Ambros Koch, Kloster Fischingen. Die Spieltraktur und Registertraktur sind rein mechanisch, das Instrument besitzt Schleifladen sowie Wechseltritte für Fagott 16′, Regal 8′ und Zimbel. 2012 wurde das Werk durch die Erbauerfirma renoviert.
| I Hauptwerk C–g3          |                |
| Prinzipal                 | 8′             |
| Hohlflöte                 | 8′             |
| Oktave                    | 4′             |
| Blockflöte                | 4′             |
| Quinte (aus Sesquialtera) | 2 ⁄3′          |
| Sesquialter II            | 2 ⁄3′ + 1 3⁄5′ |
| Superoktave               | 2′             |
| Mixtur III–IV             | 2′             |

| II Schwellwerk C–g3 |    |
| Holzgedackt         | 8′ |
| Rohrflöte           | 4′ |
| Schwegel            | 2′ |
| Zymbel II           | 1′ |
| Regal               | 8′ |
| Tremulant           |    |

| Pedal C–f1 |     |
| Subbass    | 16′ |
| Flötbass   | 8′  |
| Choralbass | 4′  |
| Fagott     | 16′ |